# Довгоперіодичні змінні
Довгоперіодичні змінні (LPV, від англ. Long-Period Variables) — тип холодних пульсуючих змінних зір-гігантів з періодами від декількох діб до тисячі або більше діб, деколи — з погано визначеними періодами, деколи — нерегулярні. Довгоперіодичні змінні мають спектральні класи F та пізніші, але більшість належать до відгалуження червоних гігантів  (ВЧГ) та асимптотичного відгалуження гігантів (АВГ), тобто мають спектральні класи M, S або C. Переважно ці зорі мають темно-помаранчевий чи червоний колір.
Наведені нижче класи включають до типу довгоперіодичних змінних, хоча у загальному вжитку їх часто включають до мірид:
- міриди мають довгі досить регулярні періоди пульсацій між 80 та 1000 днями та досить велику амплітуду — від 2,5 до 11 зоряних величин у смузі V;
- напівправильні змінні[3] (SR, від англ. SemiRegular) мають періоди, схожі з міридами, але меншу амплітуду та часто нерегулярність змінності, що ускладнює визначення періоду;
- повільні неправильні змінні (L) — схожі на напівправильні змінні, але через нерегулярність зміни яскравості періоди визначити не вдається;
- включені до каталогу OGLE червоні гіганти малої амплітуди (OSARGs)[4][5] діляться на декілька серій з періодами від декількох днів до декількох сотень днів, але амплітуди зміни яскравості становлять лише декілька десятих зоряної величини.

Класифікація довгоперіодичних змінних AAVSO, включає міриди, напівправильні та повільні нерегулярні змінні, а також змінні типу RV Тельця (ще один тип великих холодних повільно-змінних зір). Це включає SRc та Lc зорі, які відповідно є напівправильними та нерегулярними холодними надгігантами. Останні дослідження дедалі більше фокусуються на класифікації як довгоперіодичних змінних лише зір асимптотичного відгалуження гігантів та можливо зір т. зв. «вершини відгалуження червоних гігантів» (англ. Tip of the red-giant branch). Нещодавно виділені в окремий тип зорі OSARGs є найчисельнішими з них і включають значну частину всіх червоних гігантів.